# Brou Assé
Brou Assé est un quartier de la commune d'Anyama, situé dans le District autonome d'Abidjan, en Côte d'Ivoire. Il est localisé au nord d'Anyama Sossokoua et bénéficie d'un climat de savane tropicale.

## Géographie
Brou Assé se situe à environ 10 kilomètres au nord d'Anyama Sossokoua. Le quartier est entouré de plusieurs zones rurales et périurbaines, avec une végétation caractéristique du climat tropical humide.

## Économie et infrastructures
Brou Assé est principalement résidentiel, mais des activités commerciales locales y sont présentes. L'accès aux services de base (éducation, santé, transport) dépend en grande partie des infrastructures de la commune d'Anyama.

## Climat
Le quartier connaît un climat de savane tropicale, caractérisé par des températures élevées et une alternance entre saisons sèches et saisons des pluies.